# Philipp Förster
Philipp Förster (geboren am 4. Februar 1995 in Bretten) ist ein deutscher Fußballspieler, der zuletzt beim SV Darmstadt 98 unter Vertrag stand.

## Karriere
Förster erhielt seine fußballerische Ausbildung in den Jugendmannschaften des Karlsruher SC und des VfB Stuttgart. Anschließend spielte er ab 2014 beim SV Waldhof Mannheim in der Regionalliga Südwest, wo er zum Stammspieler avancierte. In der Saison 2015/16 wurde er mit der Mannschaft Meister scheiterte aber in den Aufstiegsspielen zur 3. Liga an den Sportfreunden Lotte.
Ende Januar 2017 wechselte Förster zum 1. FC Nürnberg, wo er aber nur zu vier Einsätzen für deren 2. Mannschaft in der Regionalliga Bayern kam. Zur Saison 2017/18 erhielt er beim Zweitligisten SV Sandhausen einen Vertrag über drei Jahre mit Option auf Verlängerung. Beim Heimspiel gegen Fortuna Düsseldorf am 27. August 2017 kam Förster dort zu seinem ersten Pflichtspieleinsatz. Sein erstes Tor für den SV Sandhausen erzielte er am 23. Spieltag 2017/18 gegen den 1. FC Kaiserslautern. Sandhausen gewann das Spiel mit 1:0. Im Juli 2019 verlängerte Förster vorzeitig seinen Vertrag um zwei weitere Jahre bis 2022.
Anfang September 2019 wechselte Förster zum Bundesligaabsteiger VfB Stuttgart und unterzeichnete einen bis Juni 2023 datierten Vertrag. Er erzielte am 21. September 2019 beim 2:0-Heimsieg gegen die SpVgg Greuther Fürth seinen ersten Pflichtspieltreffer für den VfB. Am Ende der Saison 2019/20 gelang ihm mit dem VfB Stuttgart der direkte Wiederaufstieg in die Bundesliga. In den beiden folgenden Saison konnte er sich mit dem VfB den Klassenerhalt sichern.
Zur Saison 2022/23 wechselte Förster zum Ligakonkurrenten VfL Bochum. Im Sommer 2024 verließ er den Verein. Ende September 2024 wechselte er ablösefrei zum SV Darmstadt 98. Nach nur acht Monaten verließ er Darmstadt am Ende der Saison wieder.

## Erfolge
- Aufstieg in die Bundesliga: 2020
- Meister der Regionalliga Südwest: 2016